# Montfermeil

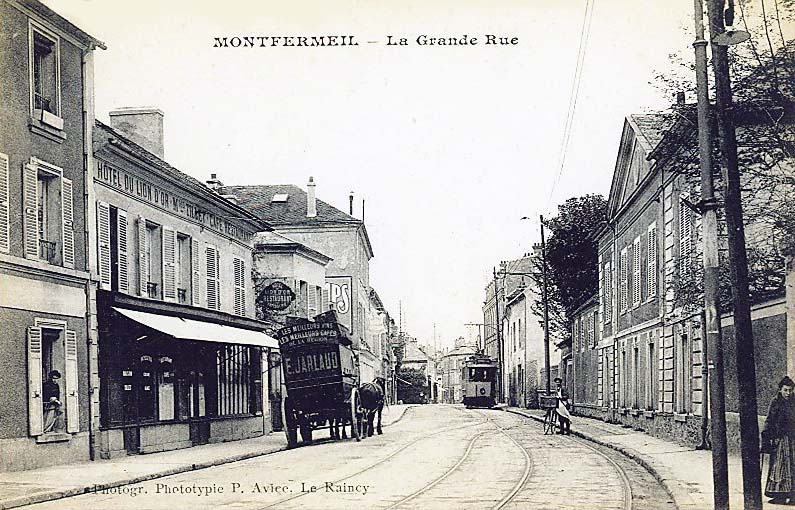
Montfermeil – La Grande Rue (1900)

Montfermeil ist eine französische Gemeinde im Département Seine-Saint-Denis in der Region Île-de-France mit einer Fläche von 545 Hektar und 28.257 Einwohnern (Stand 1. Januar 2022). Der Ort ist etwa 20 km östlich von Paris oberhalb von Chelles in einer Höhenlage von 116 m in eine Hügelkette eingebettet, die vom Ufer der Marne ansteigt. Er grenzt an den Wald von Bondy. Die Einwohner werden Montfermeillois genannt.

## Geschichte
Der Ort, bei dem es archäologische Fundstätten mit Werkzeugen und Waffen aus dem Neolithikum gibt, wurde 1122 als Monte Firmo erstmals urkundlich erwähnt, im Jahr 1124 als Montfermolio. Der Name bedeutet „geschlossener Berg“ oder „befestigter Berg“.
Im Mittelalter gründete der Lehnsherr Adam de Montfermeil ein Priorat (1164) in dem heute Val d'Adam genannten Tal. Während des Hundertjährigen Krieges besetzten die Engländer den Marktflecken, durch den am 12. September 1429 Jeanne d’Arc zog.
Heinrich IV. gründete den Sankt-Michaels-Jahrmarkt (Foire de la Saint-Michel) und gewährte das Privileg zur Abhaltung eines zweimal in der Woche stattfindenden Marktes.
Im 17. Jahrhundert errichtete Michel Chamillart, Minister Ludwigs XIV. das Schloss, 1742 wurde die alte Mühle aus dem Jahr 1575 durch eine neue ersetzt und 1782 legte man sumpfige Gelände durch die Aushebung des étang des Sept-Iles („Teich der Sieben Inseln“) trocken.
Nach Ausbruch der Französischen Revolution fiel die Kirche teilweise der Zerstörungswut der Revolutionäre zum Opfer.
Im 19. Jahrhundert entstanden die für das Zweite Kaiserreich typische Villen des Großbürgertums, bevor der Ort am Ende des Deutsch-Französischen Krieges von deutschen Truppen besetzt wurde. Im Jahr 1896 (?) parzellierte und verkaufte Graf von Nicolaï die Domäne von Montfermeil. Das Schloss wurde 1922 abgerissen. Danach verwandelte sich die bis dahin ländliche Gemeinde, wie viele andere Pariser Vororte, durch die fortschreitende Verstädterung und immer dichtere Besiedlung der Banlieue und dehnte sich aus.
Seit den 1970er Jahren entstanden wie in vielen Pariser Vororten Hochhäuser in Plattenbauweise, die heute vor allem von Einwanderern aus dem Maghreb und Subsahara-Afrika bewohnt und von sozialen Problemen geprägt sind.
Im Jahr 2002 wurde in Montfermeil der mutmaßlich der Frankfurter Gruppe von Al-Qaida angehörende Terrorist Slimane Khalfaoui verhaftet. Er soll zwei Jahre zuvor ein Attentat vorbereitet haben, das auf dem Straßburger Weihnachtsmarkt verübt werden sollte.
Nachdem Teile Montfermeils bereits von den Unruhen in Frankreich 2005 betroffen waren, kam es auch im Frühjahr 2006 zu erheblichen Übergriffen, bei denen mit Baseballschlägern bewaffnete Jugendliche das Wohnhaus des UMP-Bürgermeisters Xavier Lemoine mit Steinen bewarfen. Wegen der Unruhen beschloss die französische Regierung, neben Clichy-sous-Bois auch Montfermeil besonders zu fördern.

## Sehenswürdigkeiten
- Kirche Saint-Pierre-Saint-Paul (13. Jahrhundert, nach der Zerstörung in der Revolution in der ersten Hälfte des 19. Jahrhunderts wieder aufgebaut)
- Windmühle Moulin du Sempin (1742, 1988 originalgetreu wiederaufgebaut)
- Maison de l'Horloge (17. Jahrhundert) mit dem Museum der Arbeitswelt (Musée du Travail)
- Schloss Les Cèdres (17. Jahrhundert) und Schlosspark
- Petit Château (17. Jahrhundert) und seine Wirtschaftsgebäude
- Maison Vuillemin (17. Jahrhundert)
- Le Vieux Logis (18. Jahrhundert)
- Haus des Historikers Frantz Funck-Brentano (Empirestil)
- Maison du Mûrier (18. Jahrhundert)
- Fontaine Jean Valjean
- Kirche Notre-Dame-de-Lourdes (19. Jahrhundert)

Siehe auch: Liste der Monuments historiques in Montfermeil

## Verkehr
Montfermeil ist Endpunkt eines Zweiges der Linie 4 der Pariser Straßenbahn.

## Persönlichkeiten
In Montfermeil haben folgende Persönlichkeiten gewohnt:
- Fürst Adam Georg Czartoryski (1770–1861), russischer Außenminister und Regierungschef der polnischen Revolutionsregierung von 1830
- Jean-Baptiste Clément (1836–1903), Chansonnier und Bürgermeister von Montmartre
- Camille Corot (1796–1875), Maler
- Charles-François Daubigny (1817–1878), Maler
- Georges Seurat (1859–1891), Maler
- Frantz Funck-Brentano (1862–1947), Historiker und Theaterautor
- Eugène Chaboud (1907–1983), Formel-1- und Sportwagenrennfahrer
- Michel Zuccarelli (* 1953), Radrennfahrer
- Nadège Dubospertus (* 1968), Model
- Raffaëla Anderson (* 1976), Pornodarstellerin
- Abdoul Diakité (* 1986), Fußballspieler
- Alix Kévynn Nyokas (* 1986), Handballspieler
- Olivier Nyokas (* 1986), Handballspieler
- Willy Semedo (* 1994), kapverdischer Fußballspieler
- Manon Bernard (* 1995), Volleyballspielerin
- Aïssa Laïdouni (* 1996), tunesisch-französischer Fußballspieler
- Metehan Güçlü (* 1999), Fußballspieler
- Soumaïla Coulibaly (* 2003), Fußballspieler
- Jean-Mattéo Bahoya (* 2005), französisch-kamerunischer Fußballspieler

## Trivia
- Paul de Kock siedelte die Handlung von der Laitière de Montfermeil in Montfermeil an und Victor Hugo jene von Die Elenden (Les Misérables).
- Im Schloß war der spätere sächsische Kriegsminister Max von Hausen während des Krieges 1870/71 mit dem Stab des Jägerbataillons 13 einquartiert.